# Estádio (unidade)
O estádio (em latim: stadium) era uma unidade de medida de comprimento usada na Grécia Clássica. O padrão desta medida era a pista de corrida de Olímpia, onde era disputada a prova do estádio.
O estádio olímpico media 600 ««pés de Hércules e, como Hércules era de estatura maior que os outros homens, 600 de seus pés correspondiam, segundo Plínio, a 625 pés romanos. Em alguns lugares, usava-se um estádio que valia 600 pés comuns.
Heródoto menciona a distância entre Olímpia e Atenas como de 1485 estádios, e Pausânias, 600 anos depois, a distância entre Olímpia e Esparta como de 660 estádios. Plutarco também menciona o estádio, para dizer que a milha romana era um pouco menor que oito estádios. Estas medidas são consistentes para um estádio valendo 185 metros.
O estádio adotado por escritores do Império Romano varia conforme o autor. Alguns adotam um estádio de 600 pés, porém usam o pé romano, que era 1/25 menor que o pé grego. Segundo Donald Engels, o estádio romano media 185 m.
No império romano do ocidente não havia grande preocupação com padronizações, e o estádio variava entre as cidades da época. O estádio usado por Eratóstenes, segundo conta Plínio em sua Historia Natural, media 1/40 do esqueno egípcio. Sabe-se que um esqueno media 12.000 "côvados reais egípcios" e que, em museus, é  possível ver que esse covado equivale a 0,525 metros, então o estádio de Eratóstenes media 157,5 metros.
Do ponto de vista da ciência oficial, todas as medidas ainda são consideradas especulativas.
| Tipos de estádio | Comprimento (aproximado) | Descrição                                    |
| ---------------- | ------------------------ | -------------------------------------------- |
| Itinerário       | 157,50 m                 | usados para medir a distância de uma viagem. |
| Olímpico         | 176 m                    | 600 × 294 mm                                 |
| Attico/ Itálico  | 185 m                    | 600 × 308 mm                                 |
| Babilônico-persa | 196 m                    | 600 × 327 mm                                 |
| Fenício-egípcia  | 209 m                    | 600 × 349 mm                                 |

A medida dos estádios afeta a interpretação dos textos antigos. Por exemplo, o erro no cálculo do tamanho da Terra de Eratóstenes  ou de Posidónio depende do estádio escolhido na medição.